# Sinagoga Beth-El
A Sinagoga Beth-El (em hebraico, "casa de Deus") foi a primeira grande sinagoga da comunidade judaica da cidade de São Paulo, no Brasil. O templo foi inaugurado em dezembro de 1929, tendo sua construção financiada por diversas famílias judaicas de São Paulo, em apoio a uma iniciativa de Salomão Klabin. A sinagoga carrega possui uma característica arquitetônica singular: o edifício tem sete lados. O prédio, além de ser um local para reza, é também sede do Museu Judaico, que é dedicado à divulgação da cultura judaica. A primeira reza no local foi realizada em 1932.
A Sinagoga Beth-El se declara atualmente como representante do judaísmo pluralista e inclusivo. Desse modo, registra que está aberta a ouvir, discutir e aceitar pontos de vista distintos acerca do judaísmo. O templo se dedica a acolher a todos interessados que desejem participar e visitar o local, mantendo, contudo, as tradições judaicas.

## História
A criação da sinagoga em 1926 representa um marco para os judeus paulistanos. O local serve de testemunha da história e herança judaicas no Brasil. A Beth-El é reconhecida, por sua importância, uma referência na vida comunitária judaica desde sua criação.
O templo, inspirado em modelos bizantinos, foi projetado pelo arquiteto russo Samuel Roder a pedido de famílias de imigrantes judeus, no lado contrário ao bairro do Bom Retiro, onde se instalavam várias famílias judaicais à época . O prédio tem sete lados com o intuito de destacar  esse algarismo que domina os ciclos naturais e a mitologia judaica, tal como os sete dias de criação do universo. A menorá (candelabro) possui tal número de braços e, na antiguidade, esses braços iluminavam o Templo de Salomão.
A sinagoga vem abrigando ocasiões importantes para as famílias judaicas tais como o brit milá (circuncisão ritual), o bar mitzvá (rito de passagem à vida adulta) e casamentos. Nos anos de 1960, a Beth-El foi também o local de um departamento da Federação Israelita do Estado de São Paulo dedicado a receber imigrantes e ajudá-los a obterem trabalho no Brasil.
Atualmente, a liderança da Sinagoga Beth-El sob Iehuda Gitelman levou a um intenso envolvimento dos membros da congregação.

### Museu Judaico de São Paulo
Em maio de 2011, foi inaugurada a obra que converterá o espaço da sinagoga no Museu Judaico de São Paulo, que será o primeiro museu da religião no estado de São Paulo, tendo como principal objetivo preservar e cultuar a memória judaica. Uma urna será implantada no jardim para abrigar diversos objetos, já contendo um acervo de aproximadamente mil objetos, entre eles peças que marcaram a Segunda Guerra Mundial e a vida dos judeus nos campos de concentração. 
Com a desvalorização da região do centro da cidade de São Paulo, houve por um momento, uma perda de parte do público. Todavia, a recente gentrificação e revalorização do Centro se reflete também na sinagoga, cujo projeto de investimento chega em média a 26 milhões de reais. O projeto visa divulgar e reforçar a história dos judeus e sua relação histórica com o Brasil, apresentando, através de documentos e objetos variados, a dificuldade enfrentada por tal grupo social, por exemplo durante o governo de Getúlio Vargas.
As peças em exibição incluem, por exemplo, talheres decorados com suásticas, diários de guerra e cédulas utilizadas nos campos de concentração. A entrega do novo local foi prevista para 2013, porém a obra ainda estava em andamento atualmente, em 2019, devido a dificuldade encontrada para fixar novos pilares numa região que apresenta um rio canalizado em seu subsolo.

## Localização
A sinagoga Beth-El está localizada na Rua Avanhandava, número 105 - 1º andar no bairro da Bela Vista no centro da cidade de São Paulo e foi tombado pelo Conselho Municipal de Preservação do Patrimônio (Conpresp) em setembro de 2013, pelo fato da construção ter valor religioso e histórico, além do seu valor arquitetônico.

## Atualmente
Existem projetos para abrigar na sinagoga o Museu Judaico de São Paulo. A ideia surgiu com a criação da Associação Amigos do Museu Judaico no Estado de São Paulo (AMJSP) em abril de 2000, na Hebraica. Atualmente, em 2017, grandes e largos passos já foram dados na obra do Museu Judaico de São Paulo. Em 2009, o escritório de arquitetura Botti Rubin foi escolhido por meio de concurso para realizar as adaptações necessárias ao uso museológico do espaço. Atualmente, o templo só é aberto para as comemorações do Rosh Hashaná (ano novo judaico) e do Yom Kipur (dia do perdão), ou para visitas agendadas.
Até 2019, sob a liderança de Iehuda Gitelman, vozes de Marcio Bezen e Fortuna, direção musical do maestro Daniel Szafran. Arquitetura por Felipe Crescenti e contínua dedicação, comprometimento e desenvolvimento dos diretores-sócios ilustram alguns dos sentimentos judaicos que na Sinagoga pode ser desfrutado, como a leveza e a alegria.
O Rabino Uri Lam assumiu a Beth-El em 2019, após larga experiência em outras congregações judaicas liberais. Nascido em São Paulo, casado e pai de duas crianças, o Rabino Uri iniciou sua carreira religiosa como coralista e cantor litúrgico, mas não demorou para que sua vocação rabínica despontasse, como líder religioso na comunidade judaica de Campinas, interior de São Paulo, no final dos Anos 90.

### Ações humanitárias
Em maio de 2016, por meio de uma ação da ONG Migraflix realizada na sinagoga, o muçulmano sírio Talal al-Tinawi e outros refugiados, que se encontravam em situação de guerra em seu país, foram abrigados pela coletividade judaica, tratando-se de um projeto inédito com o objetivo de incluir socialmente esses refugiados, além de agregá-los a uma cultura diferente. A banda Mazeej, formada por muçulmanos, cristãos e judeus, foi uma das atrações do evento, que contou também com a participação de um advogado que auxiliou o processo de regularização de documentos dos refugiados presentes.

## Cursos
Dentro da Sinagoga são oferecidos alguns cursos como exemplos: o ensino da língua hebraica durante as quintas-feiras, para iniciantes o curso acontece das 20h até às 20h45m, e o custo é de 180 reais por mês, o curso se localiza no bairro Jardins em São Paulo; curso de preparação Bar-Mitzvá que possui como objetivo construir a identidade judaica, os meninos devem fazer Bar- Mitzvá com 13 anos e iniciar os estudos aos 12 anos, já as meninas devem iniciar a preparação aos 11 anos e assim comemorar o Bar-Mitzvá aos doze anos, o curso é realizado de sextas-feiras das seis horas da tarde até às sete horas da noite, e também tem a opção para adultos, onde o curso é realizado em quatorze encontros, quinzenalmente. Existem outros cursos como de meditação, introdução ao judaísmo, que acontece nas quintas-feiras das sete horas e quarenta e cinco minutos da noite e possui uma hora de duração, e introdução ao casamento onde são quatro encontros para ensinar o simbolismo da cerimônia.